# Carne inquieta
Carne inquieta è un film italiano del 1952 diretto da Silvestro Prestifilippo, tratto dal romanzo La carne inquieta di Leonida Repaci.

## Trama
Peppe è un ragazzo calabrese che si innamora di Fema, appartenente a una nobile famiglia del luogo. Il rifiuto del padre della ragazza alla proposta di matrimonio, convince i ragazzi a fuggire, venendo però ostacolati dalla popolazione del paese.

## Produzione
La pellicola è ascrivibile al filone dei melodrammi sentimentali, comunemente detto strappalacrime, allora molto in voga tra il pubblico italiano, poi ribattezzato dalla critica con il termine neorealismo d'appendice.

## Distribuzione
Il film fu distribuito in Portogallo il 27 aprile del 1954.